# Jing Chao
Jing Chao (chino simplificado: 经超), es un actor chino.

## Biografía
Se entrenó en la Academia de Cine de Pekín (inglés: "Beijing Film Academy") de donde se graduó con una licenciatura en el departamento de artes escénicas.
En 2014 se casó con la actriz Li Jialin (李佳璘), la pareja tiene dos hijos.

## Carrera
Es miembro de la agencia "18 Artists Management".
En el 2016 se unió al elenco recurrente de la serie Chinese Paladin donde interpretó a Long Ming, el hermano mayor de Long You (Joe Cheng) y el Primer Príncipe del Reino Demonio.
El 20 de junio del mismo año se unió al elenco de la serie Decoded donde dio vida a Zhao Qirong, un hombre que a pesar de haber sido criado bajo circunstancias difíciles, es una persona resistente y sobresaliente, por lo que pronto es reclutado para formar parte de la agencia de inteligencia secreta china llamada Unidad 701, hasta el final de la serie el 16 de julio del mismo año.
En abril del 2018 se unió al elenco principal de la serie Here to Heart donde interpretó a Zhu Linlu, el novio sólo de nombre de Wen Nuan (Janine Chang), hasta el final de la serie en mayo del mismo año. El actor Lin Yongju interpretó a Linlu de joven.
El 9 de agosto del mismo año se unió al elenco principal de la tercera temporada de la serie Medical Examiner Dr. Qin donde dio vida a Qin Ming, un reconocido médico forense, hasta el final de la serie el 13 de octubre del mismo año.
En agosto del mismo año se unió al elenco recurrente de la serie Ruyi's Royal Love in the Palace donde interpretó a Ling Yunche, un hombre leal y un guardia imperial que ayuda a Ula-Nara Ruyi (Zhou Xun), luego de que fuera desterrada del Palacio Cold. 
En mayo del 2019 se unió al elenco principal de la serie Princess Silver donde dio vida al inteligente y poderoso General Fu Chou, un joven maestro de la secta Tian Chou, cuya verdadera identidad es la de ser el Príncipe Zongzheng Wu Chou, el hermano del Príncipe Wu You (Aarif Rahman).
El 3 de noviembre del 2020 se unió al elenco principal de la serie The Legend of Xiao Chuo donde interpretó al Emperador Yelü Xian, quien más tarde adopta el nombre de Jingzong de Liao, el esposo de Xiao Yanyan (Tiffany Tang), hasta el final de la serie el 22 de noviembre del mismo año.

## Filmografía

### Series de televisión
| Año             | Título                          | Personaje                     | Notas               |
| --------------- | ------------------------------- | ----------------------------- | ------------------- |
| TBA             | Ode to Joy 3                    | -                             | [ 6 ]               |
| 2021 - presente | Gentlemen Attention Please      | Xiang Xiaofei                 |                     |
| 2021 - presente | City of Streamer                | Meng Xuan                     |                     |
| 2021 - presente | Blood Oath of a Thousand Years  | Pen Shichou                   |                     |
| 2021            | Faith Makes Great               | Wang Zhongyao                 | historia: "Xin Hao" |
| 2020            | The Legend of Xiao Chuo         | Emperador Yelü Xian / Ming Yi | 48 episodios        |
| 2020            | Sunshine Police                 | Ou Jie                        | 36 episodios        |
| 2020            | Burning                         | Gao Feng                      | 51 episodios        |
| 2019            | Princess Silver                 | Fu Chou                       | 58 episodios        |
| 2018            | Ruyi's Royal Love in the Palace | Ling Yunche                   |                     |
| 2018            | Medical Examiner Dr. Qin        | Dr. Qin Ming                  | 30 episodios        |
| 2018            | Sunshine Police                 | Ou Jie                        |                     |
| 2018            | Here to Heart                   | Zhu Linlu                     |                     |
| 2017            | Huang Fei Hong                  | Aisin Gioro Zaizhi            |                     |
| 2017            | Tiger Father Dog Son            | Chang Tianyi                  | 48 episodios        |
| 2017            | Magic City (Mo Du Feng Yun)     | Ye Fei                        | 50 episodios        |
| 2016            | Decoded                         | Zhao Qirong                   | 41 episodios        |
| 2016            | Chinese Paladin 5               | Long Ming                     |                     |
| 2016            | We Are The Best Ten Years       | Fan Yang                      |                     |
| 2015            | Falling Down                    | Ming Tian                     |                     |
| 2015            | Liao Zhai                       | Xue Yong                      |                     |
| 2015            | Youth Assemble                  | Ren Tianxing                  |                     |
| 2014            | Death Notify: The Darker        | Yin Jian                      | 46 episodios        |
| 2014            | Endless Love                    | Bao Yuntian                   |                     |
| 2012            | Arrows on the Bowstring         | Zhao Hua                      |                     |
| 2011            | Pretty Housewife                | Hao Shuai                     |                     |
| 2010            | Mother's Heart                  | -                             |                     |
| 2010            | Jiang Jie                       | Xie Yunting                   |                     |
| 2009            | Love With My Former Wife        | Jiao Yin                      |                     |

### Películas
| Año  | Título                         | Personaje           | Notas                                      |
| ---- | ------------------------------ | ------------------- | ------------------------------------------ |
| 2018 | Goddesses in the Flames of War | Aldeano             | junto a Yin Tao, Hu Ke, Yao Chen y Ma Yili |
| 2011 | Case Sensitive (敏感事件)      | Novio de Luo Xiaoni |                                            |

### Programas de variedades
| Año                  | Programa       | Notas                                 |
| -------------------- | -------------- | ------------------------------------- |
| 2015-2016, 2018-2020 | Happy Camp     | 10 episodios - invitado               |
| 2018                 | I am the Actor | 4 episodios (ep. #6, 9-11) - invitado |

### Revistas / sesiones fotográficas
| Año  | Título            | Notas |
| ---- | ----------------- | ----- |
| 2019 | Hong Man Magazine |       |
| 2019 | Our Street Style  |       |

## Premios y nominaciones
| Año  | Categoría                      | Premio     | Trabajo       | Resultado |
| ---- | ------------------------------ | ---------- | ------------- | --------- |
| 2018 | Most Watched Actor of the Year | Jury Award | Here to Heart | Ganó      |